# وادي الميل (مأرب)

تعديل مصدري - تعديل

وادي الميل هي إحدى قرى عزلة ال جلال بمديرية مأرب التابعة لمحافظة مأرب، بلغ تعداد سكانها 77 نسمة حسب تعداد اليمن لعام 2004.